# 胡瑗
胡 瑗（こ えん、淳化4年（993年）- 嘉祐4年6月6日（1059年7月17日））は、中国北宋時代の儒学者。字は翼之。安定先生と称された。諡は文昭。泰州海陵県の出身。本貫は延州延川県安定寨（現在の陝西省延安市子長県）。

## 事績
7歳から文章を書き、13歳で五経に通じ、泰山に行き孫復（孫泰山）・石介（石徂徠）について学業を完成。初めは蘇州で経術を教授していたが、景祐2年（1035年）に雅楽を改定するさい、范仲淹の推薦により鐘律を定め、校書郎を授けられた。のちに保寧軍節度使として湖州で子弟数百人に教授した。慶暦年間に太学を興した時には、胡瑗が湖州で制定した法を採用したほど、影響力があった。皇祐年間に太常鐘声を更新し、楽事を定めて大理寺丞となる。その後は太学で教授し、礼部官僚の半数が胡瑗の弟子であったと伝えられる。嘉祐元年（1056年）、太子中允天章閣侍講に選ばれ、病のため太常博士として退官する。嘉祐4年（1059年）6月に死去。
主として明体達用の学を唱え、性命の説を述べ、孫復とともに朱子学の先駆をなした。

## 著作
- 『周易口義』12巻
- 『洪範口義』2巻
- 『中庸口義』
- 『論語説』
- 『春秋説』